# アメリカ合衆国国務次官
アメリカ合衆国国務次官（あめりかがっしゅうこくこくむじかん、United States Under Secretary of State）とは、アメリカ合衆国国務省の上級官僚のうち、国務次官補の上に位置し、国務副長官の下に位置する者が使用する称号である。

## 歴史
1919年から1972年までは、国務次官は、国務省の二等官（国務長官の直下）であり、国務長官が不在の場合は国務長官の主席副官、主席補佐官、国務長官代理を務めた。それ以前の二等官は、主席書記官、国務次官補、参事官だった。
1944年以前は、省内の多くの部署が国務次官に直属していた。
1972年7月に制定された外交授権法に基づき、新設された国務副長官によって国務次官が置き換えられた。

## 役職
その他、国務次官(Under Secretary of State)を称号に含む以下の役職がある。
- アメリカ合衆国国務次官（政治担当）（1959年 - ）
- アメリカ合衆国国務次官（管理担当）（英語版）（1953年 - ）
- アメリカ合衆国国務次官（経済成長・エネルギー・環境担当）（1946年 - ）
- アメリカ合衆国国務次官（公共外交・広報担当）（1999年 - ）
- アメリカ合衆国国務次官（軍備管理・国際安全保障担当）（1972年 - ）
- アメリカ合衆国国務次官（民主主義・地球規模問題担当）（2012年 - ）

上記の6人の国務次官のほか、国務長官に助言を与える参事官は、国務次官と法的に同等の地位を保持している。

## 歴代国務次官
| #  | 氏名                               | 任命           | 在任期間       | 在任期間       | 大統領                                            | 備考  |
| #  | 氏名                               | 任命           | 着任           | 退任           | 大統領                                            | 備考  |
| -- | ---------------------------------- | -------------- | -------------- | -------------- | ------------------------------------------------- | ----- |
| 1  | フランク・ライアン・ポーク         | 1919年6月26日  | 1919年7月1日   | 1920年6月15日  | ウッドロー・ウィルソン                            |       |
| 2  | ノーマン・デイヴィス               | 1920年6月11日  | 1920年6月15日  | 1921年3月7日   | ウッドロー・ウィルソン ウォレン・ハーディング     | [ 1 ] |
| 3  | ヘンリー・プレイザー・フレッチャー | 1921年3月7日   | 1921年3月8日   | 1922年3月6日   | ウォレン・ハーディング                            |       |
| 4  | ウィリアム・フィリップス           | 1922年3月31日  | 1922年4月26日  | 1924年4月11日  | ウォレン・ハーディング カルビン・クーリッジ       |       |
| 5  | ジョーゼフ・グルー                 | 1924年3月7日   | 1924年4月16日  | 1927年6月30日  | カルビン・クーリッジ                              |       |
| 6  | ロバート・エドウィン・オールズ     | 1927年5月19日  | 1927年7月1日   | 1928年6月30日  | カルビン・クーリッジ                              | [ 2 ] |
| 7  | ジョシュア・ルーベン・クラーク     | 1928年8月17日  | 1928年8月31日  | 1929年6月19日  | カルビン・クーリッジ ハーバート・フーヴァー       | [ 3 ] |
| 8  | ジョーゼフ・コットン               | 1929年6月7日   | 1929年6月20日  | 1931年3月10日  | ハーバート・フーヴァー                            |       |
| 9  | ウィリアム・リチャーズ・キャッスル | 1931年4月1日   | 1931年4月2日   | 1933年3月5日   | ハーバート・フーヴァー フランクリン・ルーズベルト | [ 4 ] |
| 10 | ウィリアム・フィリップス           | 1933年3月6日   | 1933年3月6日   | 1936年8月23日  | フランクリン・ルーズベルト                        |       |
| 11 | サムナー・ウェルズ                 | 1937年5月20日  | 1937年5月21日  | 1943年9月30日  | フランクリン・ルーズベルト                        |       |
| 12 | エドワード・ステティニアス         | 1943年10月4日  | 1943年10月4日  | 1944年11月30日 | フランクリン・ルーズベルト                        |       |
| 13 | ジョーゼフ・グルー                 | 1944年12月20日 | 1944年12月20日 | 1945年8月15日  | フランクリン・ルーズベルト ハリー・トルーマン     |       |
| 14 | ディーン・アチソン                 | 1945年8月16日  | 1945年8月16日  | 1947年6月30日  | ハリー・トルーマン                                | [ 5 ] |
| 15 | ロバート・A・ラヴェット            | 1947年5月28日  | 1947年7月1日   | 1949年1月20日  | ハリー・トルーマン                                |       |
| 16 | ジェイムズ・E・ウェッブ            | 1949年1月27日  | 1949年1月28日  | 1952年2月29日  | ハリー・トルーマン                                |       |
| 17 | デイヴィッド・ブルース             | 1952年2月7日   | 1952年4月1日   | 1953年1月20日  | ハリー・トルーマン                                |       |
| 18 | ウォルター・ベデル・スミス         | 1953年2月9日   | 1953年2月9日   | 1954年10月1日  | ドワイト・D・アイゼンハワー                       |       |
| 19 | ハーバート・フーヴァー・ジュニア   | 1954年8月18日  | 1954年10月4日  | 1957年2月5日   | ドワイト・D・アイゼンハワー                       |       |
| 20 | クリスチャン・ハーター             | 1957年2月21日  | 1957年2月21日  | 1959年4月22日  | ドワイト・D・アイゼンハワー                       |       |
| 21 | ダグラス・ディロン                 | 1959年6月11日  | 1959年6月12日  | 1961年1月4日   | ドワイト・D・アイゼンハワー                       |       |
| 22 | チェスター・B・ボウルス            | 1961年1月24日  | 1961年1月25日  | 1961年12月3日  | ジョン・F・ケネディ                               |       |
| 23 | ジョージ・ボール                   | 1961年11月29日 | 1961年12月4日  | 1966年9月30日  | ジョン・F・ケネディ リンドン・ジョンソン          | [ 6 ] |
| 24 | ニコラス・カッツェンバック         | 1966年9月30日  | 1966年10月3日  | 1969年1月20日  | リンドン・ジョンソン                              |       |
| 25 | エリオット・リチャードソン         | 1969年1月23日  | 1969年1月23日  | 1970年6月23日  | リチャード・ニクソン                              |       |
| 26 | ジョン・ニコル・アーウィン         | 1970年9月18日  | 1970年9月21日  | 1972年7月12日  | リチャード・ニクソン                              | [ 7 ] |